# El Palomar (Espagne)
Pour les articles homonymes, voir Palomar.
El Palomar, en valencien et officiellement (Palomar en castillan), est une commune de la province de Valence, dans la Communauté valencienne, en Espagne. Elle est située dans la comarque de la Vall d'Albaida et dans la zone à prédominance linguistique valencienne.

## Géographie

Localisation d'El Palomar
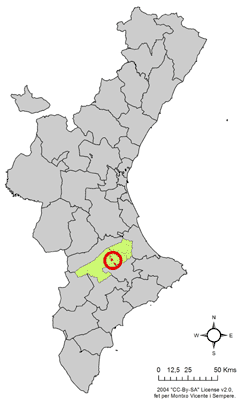
dans la Communauté valencienne.
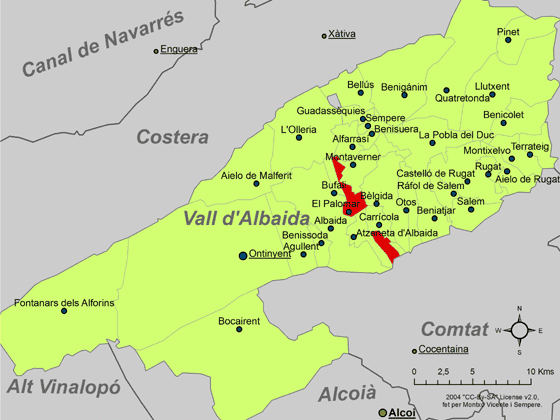
dans la comarque de la Vall d'Albaida.

### Localités limitrophes
Le territoire communal d'El Palomar est voisin de celui des communes suivantes :
Atzeneta d'Albaida, Albaida, Alfarrasí, Bèlgida, Bufali, Carrícola, Montaverner et l'Olleria, dans la province de Valence et Muro de Alcoy dans la province d'Alicante.

## Démographie
| 1990 | 1992 | 1994 | 1996 | 1998 | 2000 | 2002 | 2004 | 2005 |
| ---- | ---- | ---- | ---- | ---- | ---- | ---- | ---- | ---- |
| 503  | 504  | 513  | 496  | 493  | 503  | 511  | 520  | 523  |